# Scaptia molesta
Scaptia molesta är en tvåvingeart som först beskrevs av Christian Rudolph Wilhelm Wiedemann 1828.  Scaptia molesta ingår i släktet Scaptia och familjen bromsar. Inga underarter finns listade i Catalogue of Life.